# Jeanne Leuba
Jeanne Leuba Bastillon, née le 11 novembre 1882 à Paris 14e et morte le 24 juillet 1979 à Pettenbach (Berg Kirchdorf) en Autriche, est une journaliste, écrivaine et poétesse  française, reconnue aussi pour ses compétences en archéologie. Elle fut l'épouse d'Henri Parmentier archéologue français et pionnier de l'archéologie indochinoise de 1905 à 1949. Tous deux vécurent au Cambodge et en Indochine et partirent fréquemment en expédition vers des sites historiques à étudier dans des conditions dures et parfois très rudimentaires. Aussi prestigieuse que fut sa collaboration avec Henri Parmentier, elle a, par elle-même, tracé sa propre voie, ceci grâce à ses écrits et ses observations, elle est ainsi une véritable femme de lettres.

## Biographie

### Jeunesse
Issue d'une famille protestante d'origine suisse, Jeanne Leuba est fille de Gustave Alfred Leuba Bastillon né le 11 février 1848 à la Chaux-de-Fonds en Suisse, naturalisé Français en 1924 ,, un célèbre artiste de dessins anatomiques qui a notamment collaboré avec l'université de médecine de Paris, décédé en 1926, et de son épouse née Élise Sophie Lina Gasser née le 5 août 1844 à la Coudre dans le canton de Neuchâtel en Suisse, elle-même, très érudite et férue de littérature. La jeune Jeanne Leuba a été bien éduquée, s'entraîne et répète pour devenir pianiste de concert. Cependant, sa destinée artistique prit un tournant original lorsqu'elle rencontre son futur époux Henri Parmentier, chef du service archéologique de l'École française d'Extrême-Orient et pionnier de l'archéologie indochinoise.

### Mariage avec Henri Parmentier
Le 14 mars 1905 à la mairie de Paris 14e, Jeanne Leuba épouse Henri Parmentier de onze ans son aîné, elle a 23 ans, et lui 34. Il est alors en congés à Paris pour y passer son diplôme d'architecte. Elle l’accompagne pour vivre en Indochine française dès 1905, tout d'abord à Nha Trang en Annam, petit village au centre du Vietnam actuel pour y restaurer des temples cham tels que Po Nagar (la Dame de la Cité) dont les tours sont un des plus beaux témoignages de la civilisation Cham. Le couple a une fille Claude née à Paris en 1907.

### Vie et expéditions en Indochine
Une fois en Indochine, au lieu d'opter pour une vie coloniale confortable comme les autres "bourgeoises" coloniales, elle préféra accompagner son époux dans ses explorations archéologiques dans la brousse. Dans le journal qu'elle tint à jour lors de leurs expéditions, il est clair que les conditions étaient vraiment rudes surtout pour une jeune Française de la bourgeoisie parisienne que rien n'avait préparé à affronter une existence aussi éprouvante. Un grand nombre d'endroits qu'ils visitèrent ne pouvaient être joints que par sampans, ou par canoës ou encore par des chars tirés par des buffles. Le couple devait aussi marcher très longtemps pour rallier les sites qu'Henri souhaitait étudier. Les hébergements qu'ils trouvaient dans les villages le long de leurs routes étaient souvent des abris de fortune et constituaient des protections assez précaires contre les éléments. Parfois, ils emmenaient leur boy avec eux dans leurs voyages. Mais souvent, Jeanne dût elle-même s'acquitter de corvées, dans des endroits inconfortables, comme raccommoder les vêtements, trouver de l'eau, et du ravitaillement. Elle était aussi très au point pour apporter à son mari une assistance technique de haut niveau sur le terrain.
En effet, en 1903, un des compagnons d'Henri Parmentier, Charles Carpeaux, photographe en mission avec l'architecte  Henri Dufour et mandaté par l'EFEO pour effectuer des relevés et des moulages, tomba malade  fils du sculpteur Jean-Baptiste Carpeaux, ne résista pas à cette vie dans la brousse et succomba à Saïgon à 34 ans, d'une crise dd dysenterie compliquée de paludisme. En 1902, Henri Parmentier avait organisé une expédition épuisante en Annam à Duong Dong et au sanctuaire de Mỹ Sơn, puis en 1904 une autre expédition à Angkor pour l'exploration de l'ancien Campa (Art du Champā)

### Hommage EFEO
Même si Jeanne Leuba n'avait pas elle-même une formation formelle d'archéologue, elle a beaucoup appris auprès de son mari et devint véritablement experte dans ce domaine. Sa contribution aux travaux de son mari fut souvent citée par ses collègues de manière élogieuse. Dans la nécrologie de son époux, dans le bulletin de l'EFEO École Française d'Extrême Orient, il est mentionné que Jeanne Leuba avait eu une part active dans tout le travail d'Henri Parmentier.
Sa collaboration très proche d'Henri Parmentier dans ses recherches, fit qu'elle fut capable de prendre en charge la publication de son travail posthume : l'Art du Laos en 1954. Elle publia elle-même deux livres sur les monuments khmères d'Angkor. et deux livres sur les chams ; Les Chams d'autre fois et d'aujourd'hui en 1915 et Un royaume disparu, les chams et les Arts en 1923. Henri Parmentier est également auteur lui-même de plusieurs publications sur les Arts Khmers et Chams du Cambodge et du Laos.
Il prit sa retraite en 1932 à l'âge de 62 ans et quitta la fonction de chef du département de l'archéologie et prit celui de chef honoraire de l'archéologie de l'Ecole Française d'Extrême-Orient. Parmentier s'installa avec son épouse à Phnom Penh tout en continuant à avoir une activité assez dense de recherche pour réaliser une impressionnante liste descriptive de monuments ; L'Art du Laos qui fut donc finalement achevé par Jeanne Leuba.

### Œuvres littéraires
Avant de s'intéresser aux romans, Jeanne Leuba écrivit des ouvrages sur l'art asiatique, mais également des poèmes et des contes, en commençant par Tristesse du soleil, recueil de poèmes paru en 1913.

#### Romans
Les Aîles de feu paraissent en 1920, c'est réputé être un des plus beaux romans de Jeanne Leuba, c'est une chronique sur le « mal d'être d'une occidentale dans les colonies avec un sentiment d'exil ».
En 1930, Jeanne Leuba fait paraître son unique roman qui se situe au Cambodge : Brève lumière' où elle décrit la beauté de la forêt cambodgienne avec un fil d'histoire romantique d'un agent forestier oublié d'une administration et qui part prendre ses congés à Paris où il rencontre une artiste; la belle Conchita Romanès.
Puis, en 1943  Jeanne Leuba publie à Saïgon Écumes où dans un music-hall parisien, elle décrit la vie d'une vedette adulée et courtisée. Dans ses romans, elle met en scène des femmes sensibles, courtisées puis abandonnées qui subissent une certaine lâcheté de la part des hommes.

#### Préfacier
Jeanne Leuba a préfacé des œuvres, notamment, en 1940 La Douleur secrète, contes de Lu-Khê.

### Vie de Jeanne au Cambodge après Henri
Lorsque son mari, Henri Parmentier, meurt le 22 février 1949 à Phnom Penh à l'âge de 78 ans, Jeanne a 67 ans et au lieu de rentrer à Paris comme l'ont fait d'autres veuves, Jeanne Leuba choisit de rester au Cambodge. Elle a déjà été détenue par les Japonais en 1945 dans un camp de prisonniers et à sa libération, elle travailla à la radio de Phnom Penh. Elle y partage son activité entre l’étude de la civilisation Cham et la composition d’une œuvre romanesque et poétique marquée par la découverte des paysages, cultures et sociétés du Sud-Est asiatique; l’exil, le dépaysement et la nostalgie de l’Occident. Elle a collaboré à la revue Pages indochinoises. Jeanne Leuba restera encore 17 ans au Cambodge après le décès d'Henri.

### Départ du Cambodge
En 1966, à l'âge de 84 ans, elle quitte le Cambodge juste avant la Guerre civile cambodgienne (1967-1975) qui oppose les khmers rouges  et le royaume du Cambodge avec le roi Norodom Sihanouk, après y avoir passé plus de soixante ans, pour Pettenbach en Autriche où elle demeure pendant treize ans avant de s'éteindre en 1979 soit trente ans après la mort d'Henri Parmentier.

## Œuvres

### Éditions originales
- Le Monde Moderne Tome 18 - Y a-t-il des sorciers? Y en a-t-il encore? + Sonnet de minuit - Ernest d'Hauterive, Jeanne Leuba édité par Felix Juven, 1903
- La Tristesse du soleil, Plon-Nourrit et Cie, 1913 [20]
- Les Ruines d'Angkor, Imprimerie administrative, 1914[21]
- Les Chams d'autrefois et d'aujourd'hui, La Revue Indochinoise, 1915
- Pour un bijou, La Revue Indochinoise, 1917
- L’Ombre nuptiale, Plon-Nourrit et Cie, 1919
- Loin du monde, La Revue Indochinoise, juin 1919, p. 563–573
- L'Aile de feu, Paris, G. Vanoest Publications de I'Ecole française d'Extrême-Orient, 1920, 334 p. (ISBN 0274948915)
- L'Aile de feu, Plon-Nourrit, 1920, 334 pages
- Frick en exil, Paris, Perrin, 1923, 310 p.ASIN=B001C5HM62 [22]
- Un royaume disparu. Les Chams et leur art, G. Van Oest et cie, 1923 (Préface de Louis Finot)
- La Fin d'un roi cambodgien, Éditions de la revue "Extrême-Asie", 1928
- La Brève lumière, E. Flammarion, 1930
- Le Personnel reconnaissant, Le Petit Écho de la Mode, no 37, 10 septembre 1933
- Le Métis ensorcelé. La Roue du temps. Condiments. Les Deux nuits de l'as de trèfle. Camille ou l'ingénue malgré lui, J. Aspar, 1941
- Le Mystère de Bel-Abri. Le Rubis volé. La Servante des Aiguilles, J. Aspar, 1942
- Écumes, 1943, Saïgon, J. Aspar (impr. de J. Aspar) , In-16 (190 x 130), 264 p. [D. L. Impr.] -XcR-
- L'Art du Laos (avec Henri Parmentier), Paris, Imprimerie Nationale (Publications de l'École Française d'Extrême-Orient), 1954, xiii+210 (ISBN 2855395429)
- Angkor. Guide Henri Parmentier (avec Henri Parmentier), E.K.L.I.P, 1960 ou (Saïgon, Albert Portail, 1950 (1 janvier 1950)

### Édition de luxe
- Les Chams et leur art, étude, Van Oest, 1923

### Préfaces
- Lu-Khê, Lu-Khê. La douleur secrète, contes, Édition Luk, 1940

### Rééditions
- Au tombeau de Nghi-Thien (Poème extrait de La Tristesse du soleil), La Nouvelle Revue, no 37, 1er novembre 1913 Texte en ligne

### Documents sur Jeanne Leuba
Auteur Patrick Laude
- Exotisme Indochinois et Poésie Etude sur l'oeuvre poétique d'Alfred Droin, Jeanne Leuba, et Alfred de Pouvourville, Paris, Sudestasie, 1990, xiii+210 (ISBN 2-85881-068-0)

## Sources
Monographies
- Patrick D. Laude, Exotisme indochinois et poésie: étude sur l’œuvre poétique d’Alfred Droin, Jeanne Leuba et Albert de Pouvourville, Sudestasie, 1990  (ISBN 978-2-85-881068-0)
- Marie-Paule Ha, « French Women and the Empire: The Case of Indochina »
- French Women & the Empire: the Case of Indochina
- Sur G.A. Leuba père Dessinateur anatomique : Petite histoire de l'iconographie anatomique : http://www.biusante.parisdescartes.fr/sfhm/hsm/HSMx1973x007x001/HSMx1973x007x001x0029.pdf
- Sur G.A. Leuba père Dessinateur anatomique: traité d'anatomique Humaine de Paul Poirier Professeur de Médecine Dessins originaux par Leuba : https://gallica.bnf.fr/ark:/12148/bpt6k6211836n/f11.item.r=Leuba.langFR.zoom
- Sur G.A. Leuba père de Jeanne Dessinateur anatomique : Traité d'anatomie Humaine dessins originaux de M.A. Leuba: https://www.europeana.eu/portal/search?q=who%3A%22Leuda%2C+A.+18..-19...+Illustrateur%22
- Jeanne Leuba : Les Chams d'autrefois et d'aujourd'hui - Louis Finot -  Bulletin de l'École française d'Extrême-Orient   Année 1916   Volume 16   Numéro 1    p. 22–23   Fait partie d'un numéro thématique : Études d'histoire d'Annam - http://www.persee.fr/doc/befeo_0336-1519_1916_num_16_1_5288

Article de périodique
- Clotilde Chivas-Baron, « Jeanne Leuba », Extrême-Asie, juin 1927, p. 508